# Гранд-Медоу (тауншип, Миннесота)
Гранд-Медоу (англ. Grand Meadow) — тауншип в округе Моуэр, Миннесота, США. На 2000 год его население составило 344 человека.

## География
По данным Бюро переписи населения США площадь тауншипа составляет 92,5 км², из которых 92,5 км² занимает суша, водоёмов нет.

## Демография
По данным переписи населения 2000 года здесь находились 344 человека, 109 домохозяйств и 96 семей.  Плотность населения —  3,7 чел./км².  На территории тауншипа расположено 118 построек со средней плотностью 1,3 построек на один квадратный километр. Расовый состав населения: 98,84 % белых, 0,87 % азиатов, 0,29 % — других рас США. Испанцы или латиноамериканцы любой расы составляли 0,29 % от популяции тауншипа.
Из 109 домохозяйств в 45,0 % воспитывались дети до 18 лет, в 81,7 % проживали супружеские пары, в 2,8 % проживали незамужние женщины и в 11,9 % домохозяйств проживали несемейные люди. 11,9 % домохозяйств состояли из одного человека, при том 7,3 % из — одиноких пожилых людей старше 65 лет. Средний размер домохозяйства — 3,16, а семьи — 3,40 человека.
34,0 % населения — младше 18 лет, 7,0 % — в возрасте от 18 до 24 лет, 27,0 % — от 25 до 44, 15,4 % — от 45 до 64, и 16,6 % — старше 65 лет. Средний возраст — 36 лет. На каждые 100 женщин приходилось 108,5 мужчин.  На каждые 100 женщин старше 18 приходилось 112,1 мужчин.
Средний годовой доход домохозяйства составлял 52 344 доллара, а средний годовой доход семьи —  56 250 долларов. Средний доход мужчин —  36 500  долларов, в то время как у женщин — 26 607. Доход на душу населения составил 19 984 доллара. За чертой бедности не находилась ни одна семья и 2,0 % всего населения тауншипа.